# Sou (Cameroun)
Pour les articles homonymes, voir Sou.
Sou  (ou Souh) est une localité du Cameroun située dans la commune de Makary, le département du Logone-et-Chari et la Région de l'Extrême-Nord, entre la frontière nigeriane et celle du Tchad, au sud-est d'Afadé et à l'ouest de Kousséri.  

## Population

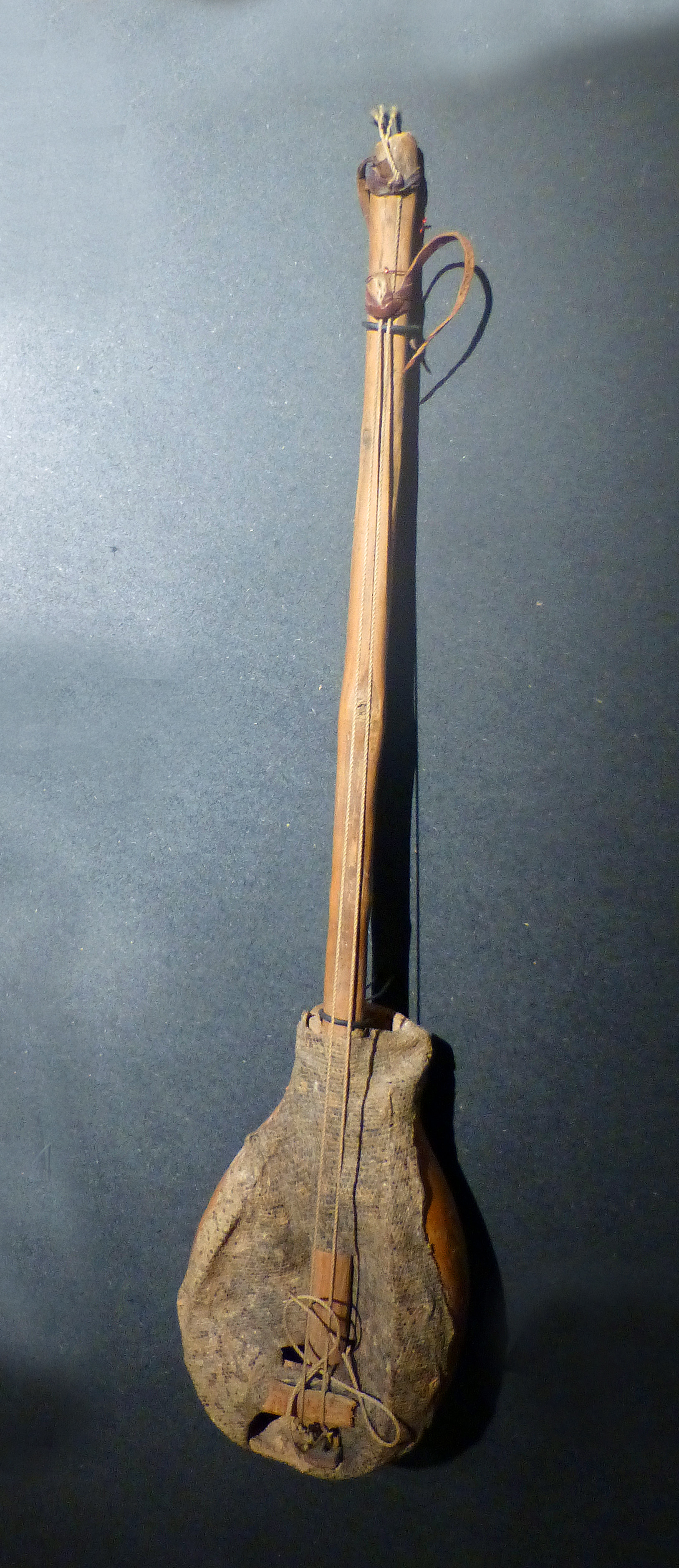
Guitare choa à deux cordes de la région de Sou

Lors du recensement de 2005, Souh-Kotoko I comptait 105 habitants et Souh-Kotoko II, 16.

## Histoire
Des fouilles archéologiques y ont été menées en 1977, 1978 et 1979.